# Alejandro Tabilo
Alejandro Tabilo (ur. 2 czerwca 1997 w Toronto) – chilijski tenisista, który do 2016 roku reprezentował Kanadę. Reprezentant Chile w Pucharze Davisa, olimpijczyk z Paryża (2024).

## Kariera tenisowa
W zawodach cyklu ATP Tour wygrał dwa turnieje w grze pojedynczej z czterech rozegranych finałów oraz jeden turniej w grze podwójnej z dwóch rozegranych finałów. Ponadto zwyciężył w sześciu singlowych turniejach zaliczanych do cyklu ATP Challenger Tour. W karierze wygrał też jeden singlowy oraz jeden deblowy turniej rangi ITF.
W 2020 podczas Australian Open zadebiutował w turnieju głównym imprezy wielkoszlemowej. Po wygraniu trzech meczów w kwalifikacjach zwyciężył w meczu pierwszej rundy z Danielem Elahi Galánem. W drugiej rundzie przegrał natomiast z Johnem Isnerem.
W 2022 roku podczas igrzysk Ameryki Południowej zdobył brązowy medal w grze pojedynczej.
Najwyżej sklasyfikowany w rankingu gry pojedynczej był na 19. miejscu (1 lipca 2024), a w klasyfikacji gry podwójnej na 173. pozycji (5 sierpnia 2024).

### Finały w turniejach ATP Tour
| Legenda                                      |
| -------------------------------------------- |
| Wielki Szlem                                 |
| Igrzyska olimpijskie                         |
| Tennis Masters Cup / ATP Finals              |
| ATP Masters Series / ATP Tour Masters 1000   |
| ATP International Series Gold / ATP Tour 500 |
| ATP International Series / ATP Tour 250      |

#### Gra pojedyncza (2–2)
| Końcowy wynik | Nr | Data             | Turniej     | Nawierzchnia | Przeciwnik           | Wynik finału  |
| ------------- | -- | ---------------- | ----------- | ------------ | -------------------- | ------------- |
| Finalista     | 1. | 6 lutego 2022    | Córdoba     | Ceglana      | Albert Ramos-Viñolas | 6:4, 3:6, 4:6 |
| Zwycięzca     | 1. | 13 stycznia 2024 | Auckland    | Twarda       | Taro Daniel          | 6:2, 7:5      |
| Finalista     | 2. | 2 marca 2024     | Santiago    | Ceglana      | Sebastián Báez       | 6:3, 0:6, 4:6 |
| Zwycięzca     | 2. | 29 czerwca 2024  | Santa Ponça | Trawiasta    | Sebastian Ofner      | 6:3, 6:4      |

#### Gra podwójna (1–1)
| Końcowy wynik | Nr | Data            | Turniej     | Nawierzchnia | Partner            | Przeciwnicy                 | Wynik finału |
| ------------- | -- | --------------- | ----------- | ------------ | ------------------ | --------------------------- | ------------ |
| Zwycięzca     | 1. | 2 marca 2024    | Santiago    | Ceglana      | Tomás Barrios Vera | Orlando Luz Matías Soto     | 6:2, 6:4     |
| Finalista     | 1. | 29 czerwca 2024 | Santa Ponça | Trawiasta    | Diego Hidalgo      | Julian Cash Robert Galloway | 4:6, 4:6     |